# Chromosome artificiel bactérien
Pour les articles homonymes, voir BAC.
Un chromosome bactérien artificiel (CBA ou BAC, pour bacterial artificial chromosome) est un vecteur bactérien conçu pour la cartographie et l'analyse des génomes complexes basé sur le facteur F, épisome naturellement présent dans certaines souches de Escherichia coli.
La qualité la plus remarquable des BAC, par rapport aux autres systèmes de clonage existants, est la grande stabilité génétique des fragments insérés.
De nombreuses banques de BAC ont d'ores et déjà été citées dans la littérature scientifique et constituent un nouvel outil de la biologie moléculaire. Le secteur de la biologie végétale semble particulièrement concerné par ce type de vecteur et de nombreux génomes de plantes se trouvent maintenant clonés. Il en est de même pour les mammifères et les oiseaux. 
La littérature évoque des chromosomes artificiels bactériens pouvant atteindre 350 kb.